# Teleogramma
Рід налічує 4 види риб родини цихлові.

## Види
- Teleogramma brichardi Poll 1959  — телеограма чорна
- Teleogramma depressa Roberts & Stewart 1976
- Teleogramma gracile Boulenger 1899
- Teleogramma monogramma (Pellegrin 1927)